# Лужники (басейн)
Олімпійський басейн, раніше — Плавальний басейн Центрального стадіону ім. Леніна (повне сучасне найменування Палац водних видів спорту «Лужники») — центр водних видів спорту в Москві, частина спорткомплексу «Лужники». Був побудований у 1956 році за проєктом архітектора А. В. Власова. Реконструйований 1980 року. Місткість становила 10 500 місць. Приймав змагання з водного поло на літніх Олімпійських іграх 1980. Також на ньому проводилися заходи під час літньої Універсіади 1973 року, 12-го Всесвітнього фестивалю молоді та студентів (1985 рік), Ігор доброї волі (1986 рік), Спартакіад народів СРСР та інших.
2013 року було проведено національний конкурс на розробку архітектурної концепції реконструкції басейну «Лужники». Загалом було подано 43 заявки від російських та міжнародних консорціумів. Переможцем стало московське проєктне бюро UNK project. Реконструкція басейну Олімпійського комплексу «Лужники» розпочалася у жовтні 2014 року. Відкриття Палацу водних видів спорту відбулось 7 вересня 2019 року. Президент РФ Володимир Путін та мер Москви Сергій Собянін у День міста відкрили комплекс у тестовому режимі. Перших відвідувачів Палац водних видів спорту прийняв 17 листопада 2019. Новий плавальний центр є універсальним, багатофункціональним і всесезонним комплексом, призначеним як для професійних спортсменів, так і для любителів.